# Piața Libertății din Timișoara

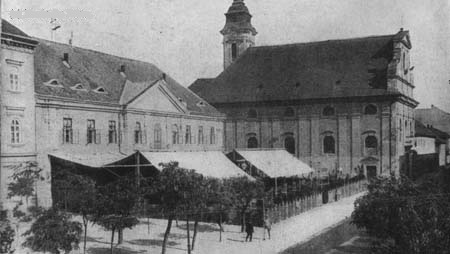
Piaţa Libertăţii cu biserica franciscanilor, demolată în anul 1911

Piața Libertății (inițial Paradeplatz, „Piața de Paradă”, apoi Prinz Eugen Platz, „Piața Prințul Eugen”) este o piață istorică din Timișoara. 

## Nume
În anul 1848, odată cu izbucnirea revoluției maghiare, numele pieței a fost schimbat în Piața Libertății. După ce armata austriacă a recucerit orașul, piața s-a numit din nou Piața Prințul Eugen. Piața mai este numită în mod colocvial ca „Piața Primăriei vechi”. Clădirea respectivă a fost construită în stil baroc între anii 1731-1734. Vis a vis de Primăria veche s-a aflat Biserica franciscană cu hramul Ioan Nepomuk, care a fost demolată în 1911.

## Statuia Sfintei Maria și a sfântului Ioan Nepomuk
Amplasată în centrul pieței Libertații, această statuie este opera a doi sculptori vienezi, Blim și Wasserburger. Pe cele trei laturi ale monumentului sunt reprezentate scene din ultima perioadă a vieții sfântului Ioan Nepomuk. În centrul acestuia se află Sfântul Nepomuk iar în partea superioară se afla Sfânta Maria cu o coroană de stele în jurul capului și având în mână flori de crin, simbolul purității.
Monumentul se înscrie în tipologia coloanelor ciumei.

## Imagini
- Panoramare

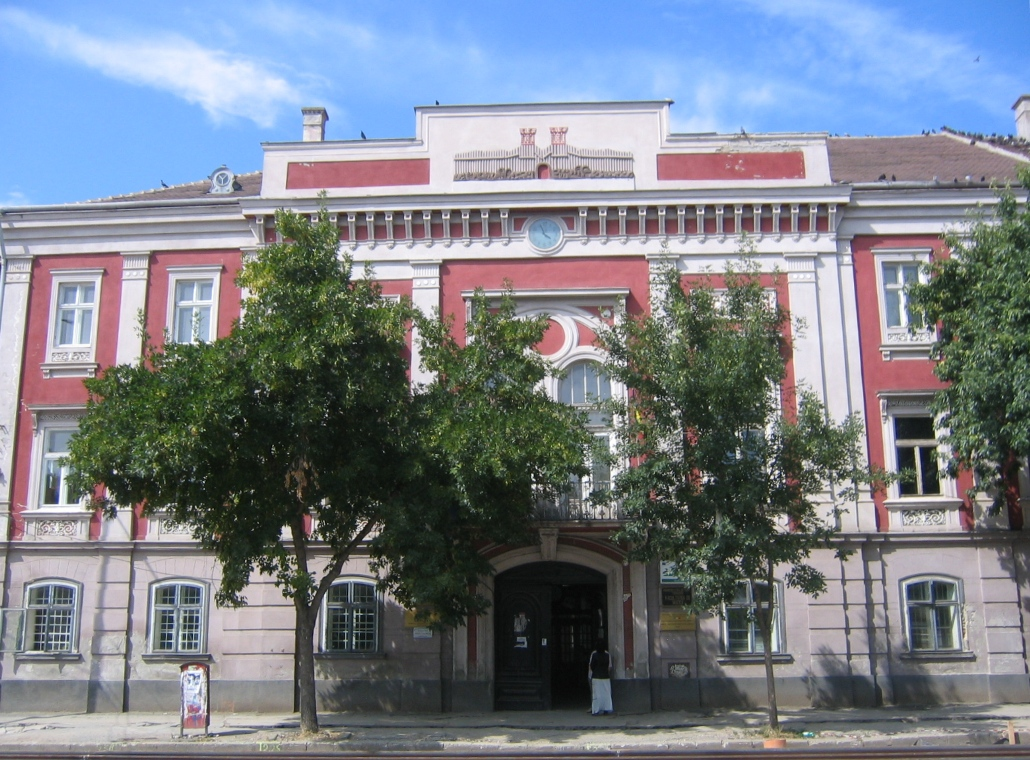
Primăria Veche
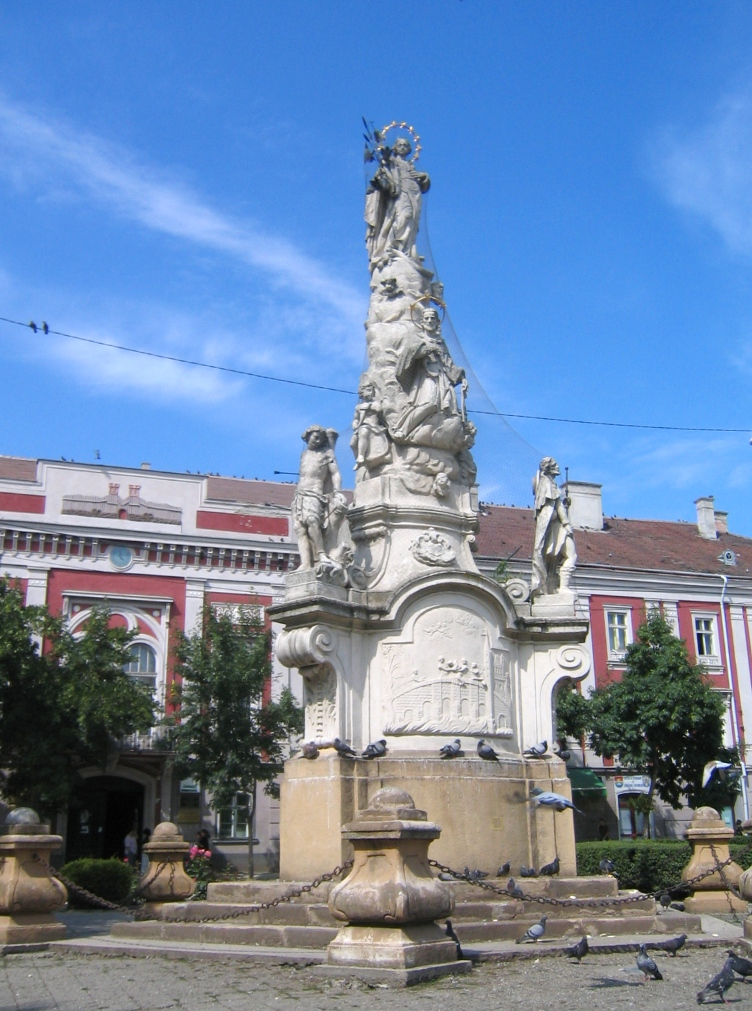
Monumentul Sf. Fecioare Maria și a Sf. Ioan Nepomuk
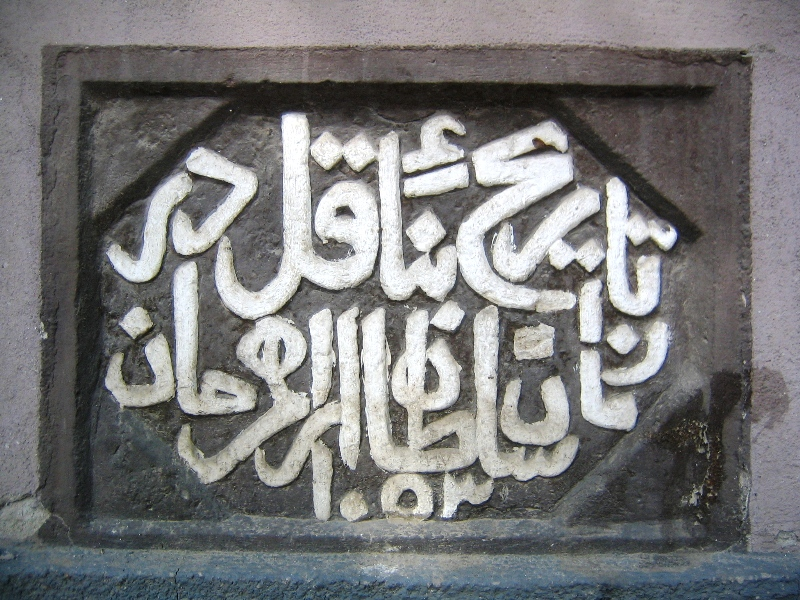
Inscripţie otomană de pe faţada clădirii vechii primării